# Bård Vegar Solhjell

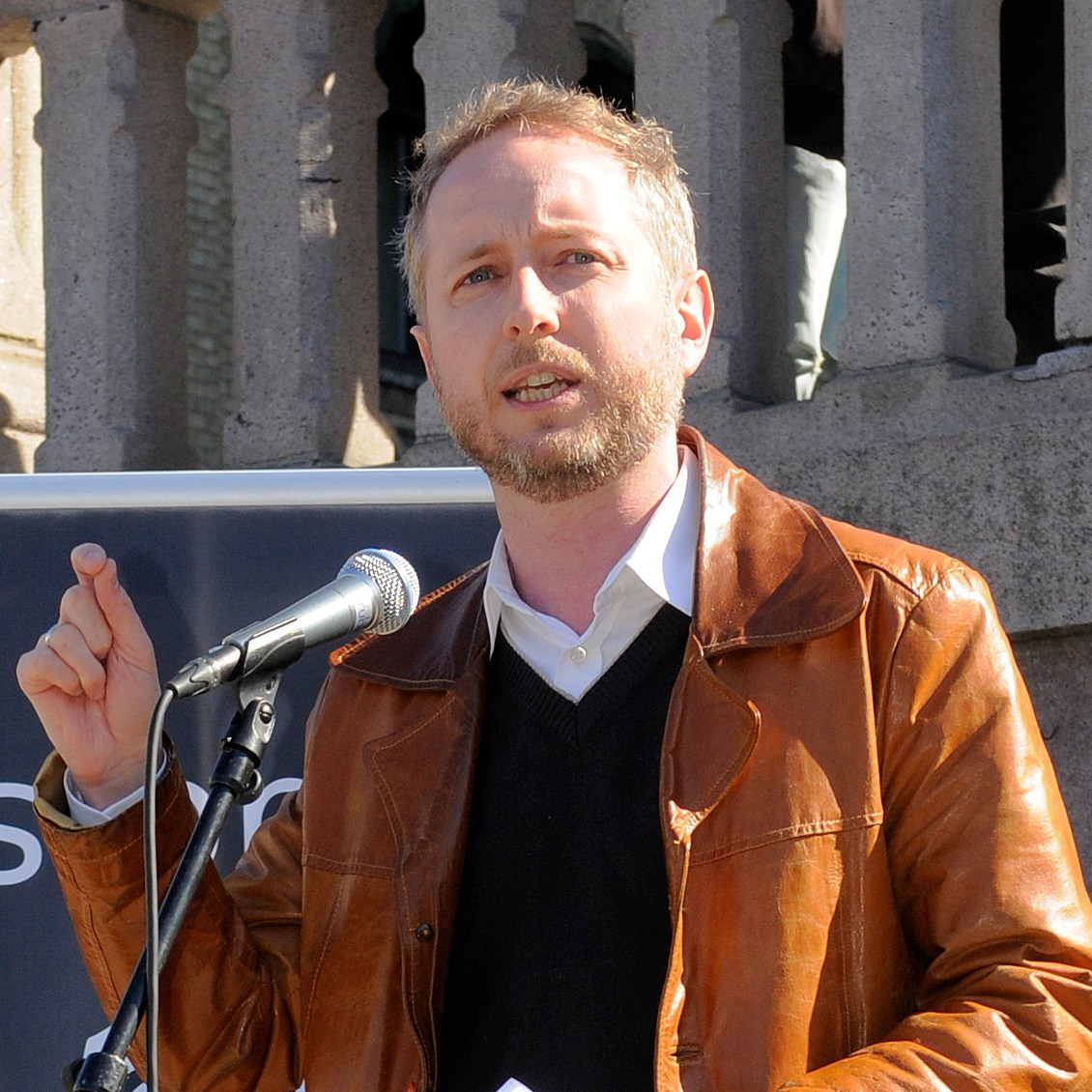
Bård Vegar Solhjell under demonstrationen mot datalagringsdirektivet i Oslo (10 april 2010).

Bård Vegar Solhjell, född 22 december 1971 i Kristiansand, Vest-Agder fylke, är en norsk politiker. Han var vice ordförande i Sosialistisk Venstreparti 2017-2015 och var 2007–2009 statsråd och chef för Kunnskapsdepartementet, med ansvar för dagis, grundskola och gymnasium, i Regeringen Stoltenberg II. Från 2009 till 2012 var han sitt partis gruppledare i Stortinget, varpå han återkom till regeringen som miljöminister 2012–2013. Solhjell var ledamot av Stortinget från Akershus från 2009 till 2017.